# تپه قلعه فاروق
تپه قلعه فاروق مربوط به دوران پیش از تاریخ ایران باستان مي باشد و در شهر فاروق در ۳۰ کیلومتری شهرستان مرودشت، جاده مرودشت به فاروق واقع شده و این اثر در تاریخ ۲۲ مرداد ۱۳۸۴ با شمارهٔ ثبت ۱۳۳۲۴ به‌عنوان یکی از آثار ملی ایران به ثبت رسیده است.